# Elezioni presidenziali in Afghanistan del 2009
Le elezioni presidenziali in Afghanistan del 2009 si tennero il 20 agosto.

## Risultati
| Candidati                | Partiti                                          | Voti      | %     |
| ------------------------ | ------------------------------------------------ | --------- | ----- |
| Hamid Karzai             | Indipendente                                     | 2 283 907 | 49,67 |
| Abdullah Abdullah        | Coalizione Nazionale dell'Afghanistan            | 1 406 242 | 30,59 |
| Ramazan Bashardost       | Indipendente                                     | 481 072   | 10,46 |
| Ashraf Ghani Ahmadzai    | Indipendente                                     | 135 106   | 2,94  |
| Mirwais Yasini           | Indipendente                                     | 47 511    | 1,03  |
| Shahnawaz Tanai          | Indipendente                                     | 29 648    | 0,64  |
| Frozan Fana              | Indipendente                                     | 21 512    | 0,47  |
| Abdul Salam Rocketi      | Indipendente                                     | 19 997    | 0,43  |
| Habib Mangal             | Indipendente                                     | 18 746    | 0,41  |
| Motasim Billah Mazhabi   | Indipendente                                     | 18 248    | 0,40  |
| Abdul Latif Pedram       | Partito del Congresso Nazionale dell'Afghanistan | 15 462    | 0,34  |
| Mohammad Sarwar Ahmadzai | Indipendente                                     | 14 273    | 0,31  |
| Sayed Jalal Karim        | Indipendente                                     | 13 489    | 0,29  |
| Shahla Atta              | Indipendente                                     | 10 687    | 0,23  |
| Mahbob-U-lah Koshani     | Partito Liberale dell'Afghanistan                | 10 255    | 0,22  |
| Altri <10000 voti        | -                                                | 71 574    | 1,56  |
| Totale                   | Totale                                           | 4 597 727 | 100   |